# Hermann von Pückler-Muskau

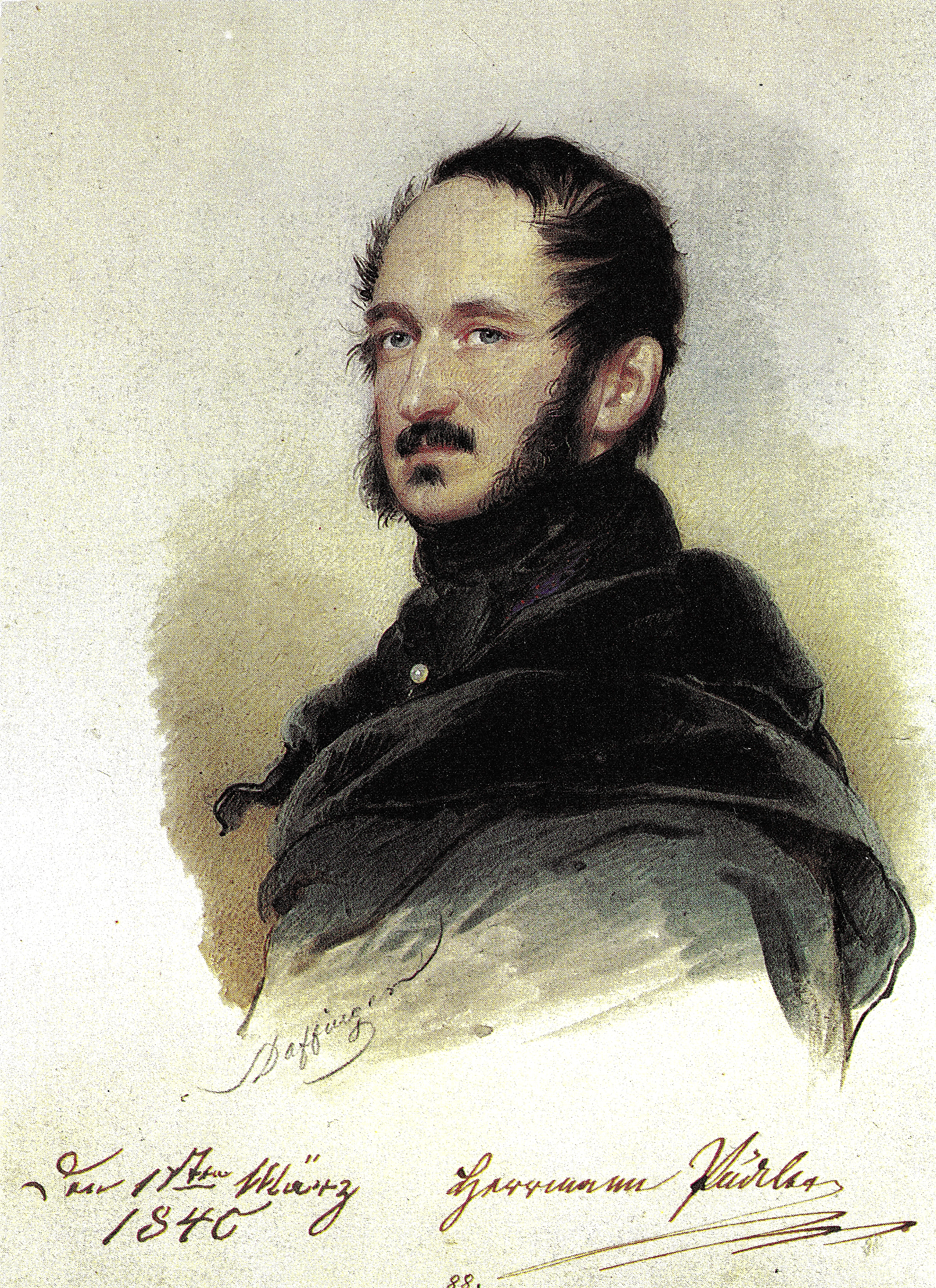
Hermann von Pückler-Muskau (1840),
kolorierte Bleistiftzeichnung von Moritz Daffinger

Hermann Ludwig Heinrich von Pückler-Muskau (* 30. Oktober 1785 auf Schloss Muskau; † 4. Februar 1871 auf Schloss Branitz) war Graf einer Freien Standesherrschaft, ab 1822 Fürst von Pückler-Muskau, Generalleutnant, Landschaftsarchitekt, Schriftsteller und Weltreisender (sein Pseudonym als Autor und Reisender: „Der Verstorbene“ oder „Semilasso“) und seinerzeit ein bekanntes Mitglied der gehobenen Gesellschaft. 1822 wurde Pückler in den Fürstenstand erhoben.

## Leben und Wirken

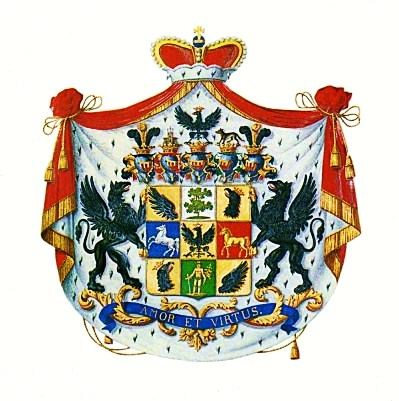
Gebessertes Wappen zur Erhebung in den preußischen Fürstenstand

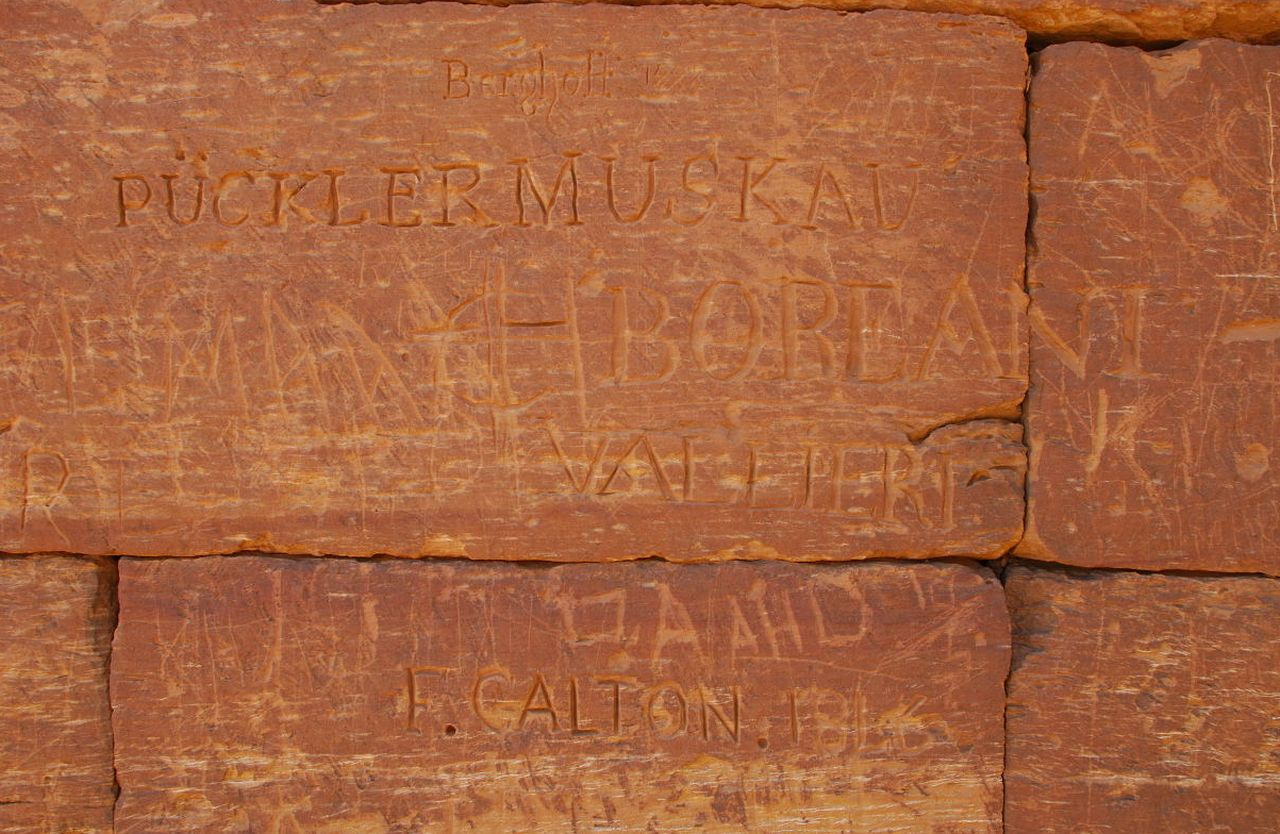
Pückler erreichte im Mai 1837 Meroe im Sudan und ließ seinen Namen an den dortigen Pyramiden eingravieren, ebenso wie an den Tempeln des nahe gelegenen Musawwarat

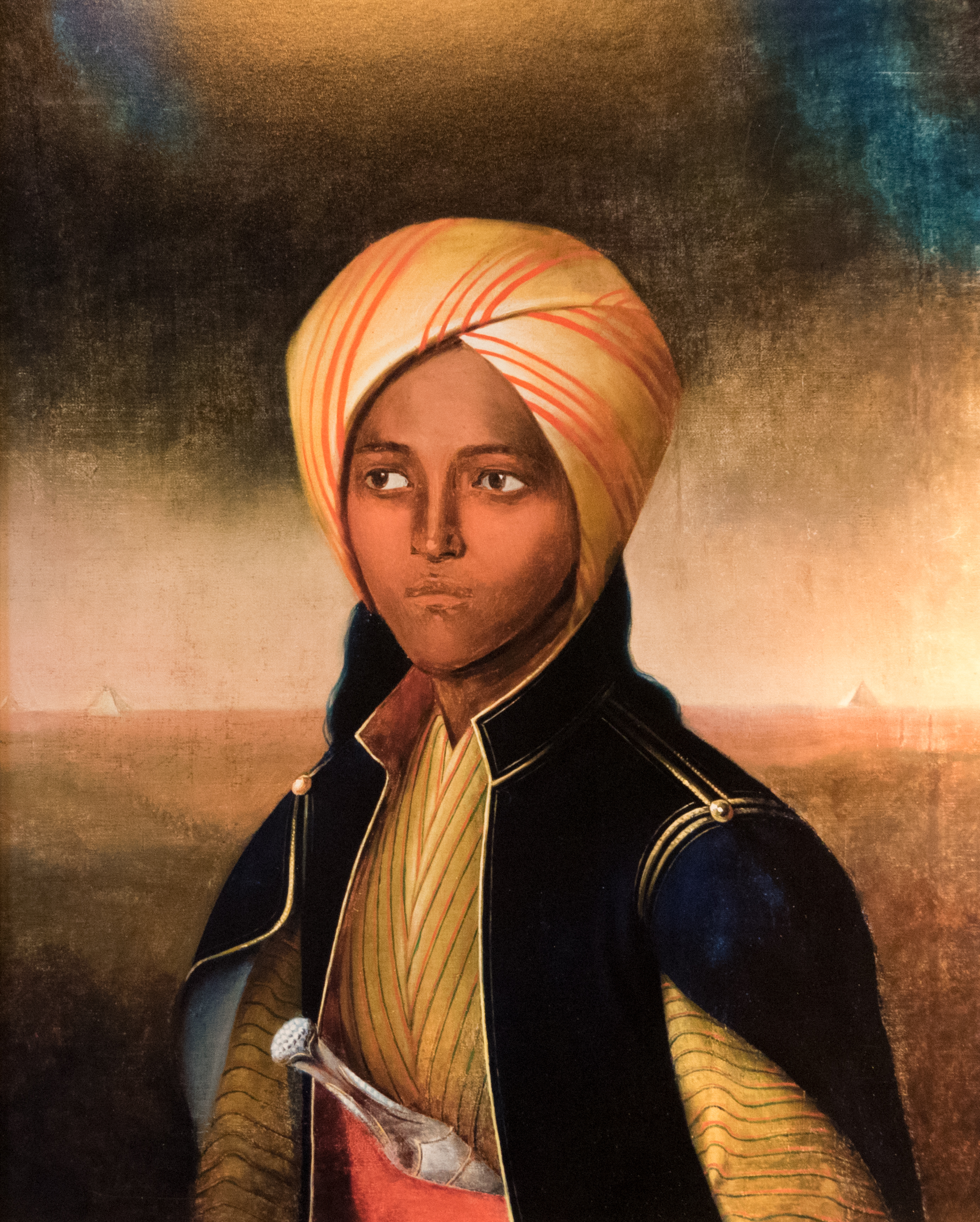
Machbuba um das Jahr 1840

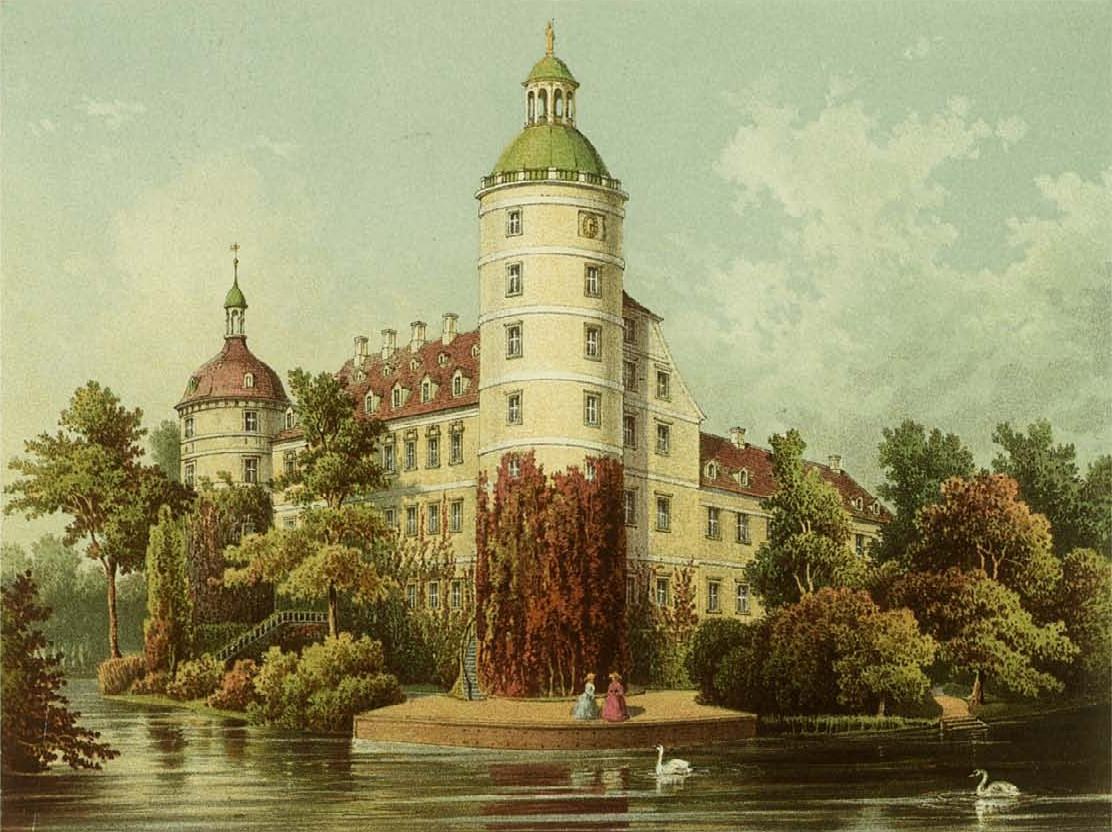
Schloss Muskau zur Zeit Pücklers

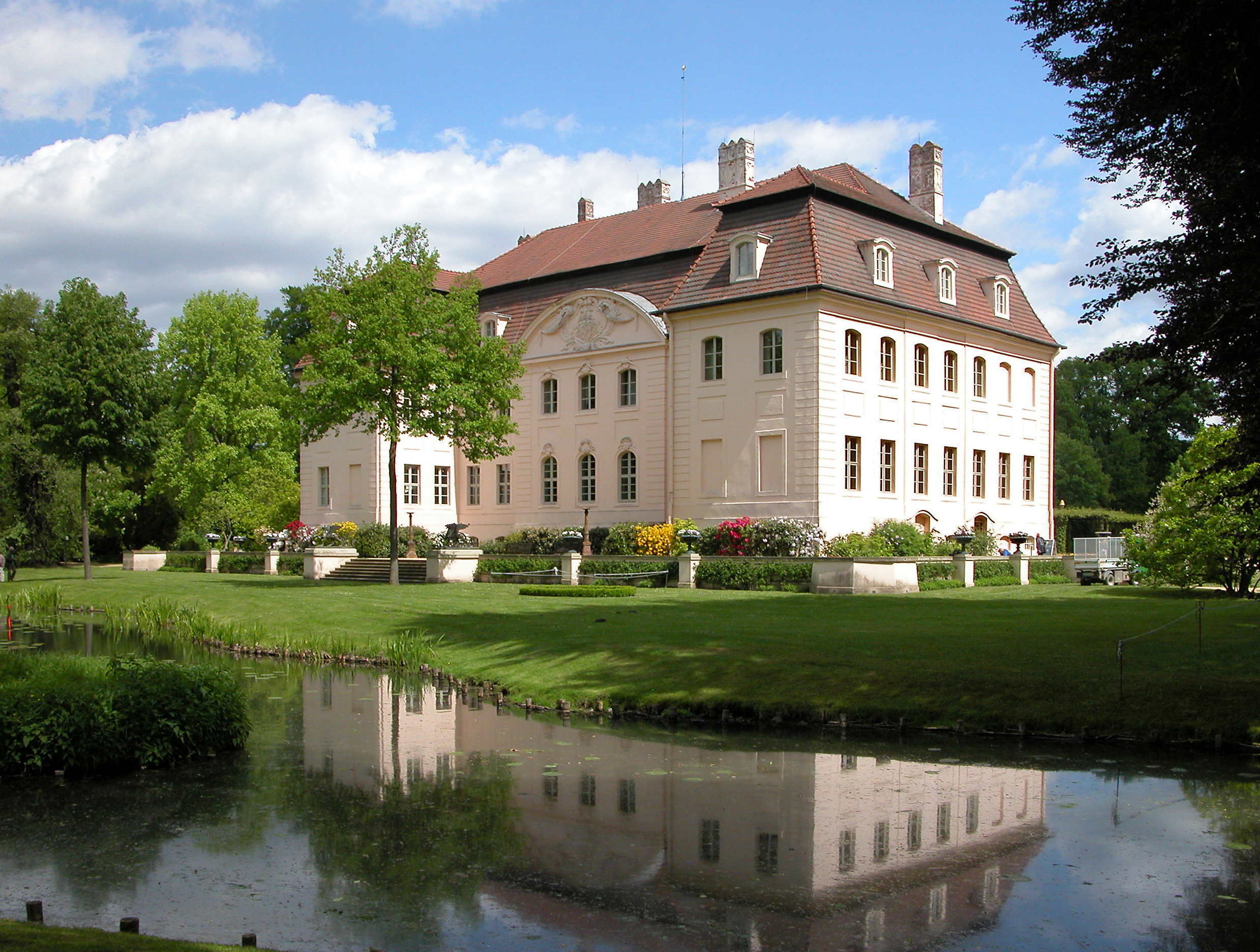
Schloss Branitz

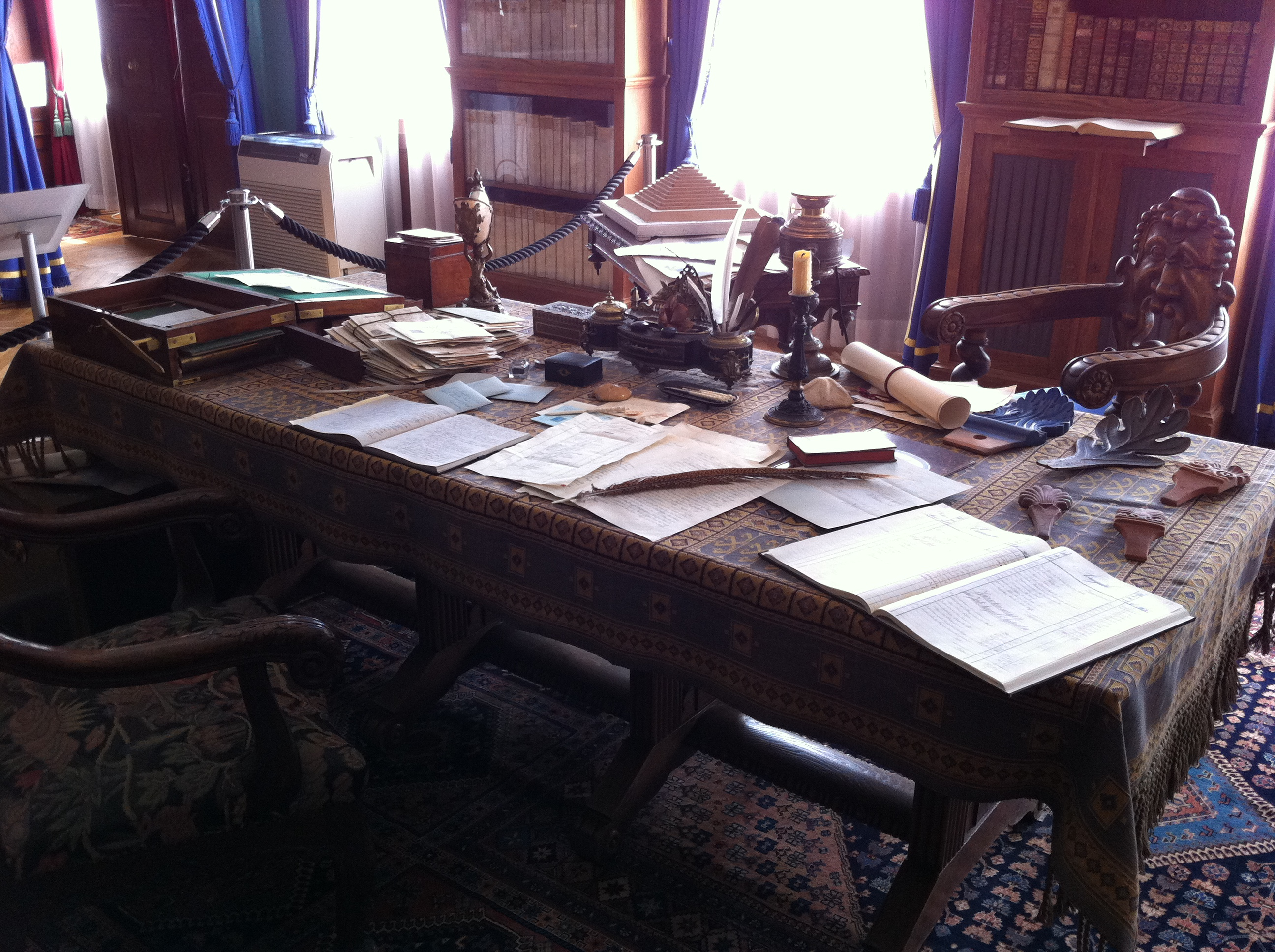
Schreibtisch Fürst Pücklers in der Bibliothek von Schloss Branitz

Hermann von Pückler-Muskau war das älteste von fünf Kindern des Grafen Ludwig Carl Hans Erdmann von Pückler (1754–1811) und der Gräfin Clementine von Callenberg (1770–1850), die ihn als 15-Jährige zur Welt brachte. Pückler wuchs mit drei Schwestern in der Standesherrschaft Muskau auf, der größten der vier Oberlausitzer Standesherrschaften. Sein Bruder starb in der Kindheit an der Ruhr. Sein Großvater Georg Alexander Heinrich Herrmann von Callenberg lebte im Hause.
Seine Mutter, behauptete er als 16-Jähriger in einem Brief an den Vater, behandelte ihn wie ein Spielzeug, „ohne selbst zu wissen, warum sie mich bald schlug, bald liebkoste“. Der Vater, Erdmann Graf Pückler, galt als mürrisch und verschlossen. In demselben Brief beschrieb Pückler seine Erziehung: „In den frühen Jahren meiner Kindheit finde ich mich in den Händen theils dummer, theils roher Bedienten, die mich ziemlich nach Gefallen behandelten.“ Einzig sein Großvater Graf von Callenberg und sein Hauslehrer Andreas Tamm mochten den jungen Grafen; Tamm wurde jedoch früh zum Gehen gezwungen. Sein Nachfolger wurde Friedrich Brescius, der ihn nur eine kurze Zeit unterrichtete. Nach dem Tod seines Großvaters mütterlicherseits wurde der Neunjährige 1795 für vier Jahre zu den Herrnhutern nach Uhyst, dann aufs Pädagogium der Franckeschen Stiftungen nach Halle und schließlich auf das Philanthropinum in Dessau gegeben. In Halle wurde er aus der Schule geworfen, nachdem er ein Spottgedicht auf die Frau des Kanzlers geschrieben hatte, und auch das Dessauer Philanthropinum entließ ihn bald. Die streng pietistische Erziehung an der „herrenhutischen Heuchelanstalt“ (Pückler) in Uhyst begründete seine spätere Abneigung gegen den Protestantismus. Wenn er sich religiös äußerte, trat ein entschiedener Pantheismus hervor. Im hohen Alter konvertierte er zur römisch-katholischen Kirche.
Pückler immatrikulierte sich 1800 zum Studium der Rechte an der Universität Leipzig, brach das Studium jedoch frühzeitig ab und begann 1802 eine militärische Laufbahn im sächsischen Garde du Corps in Dresden. Ende April 1806 nahm er den Abschied mit dem Charakter eines Rittmeisters. Anschließend unternahm Pückler ausgedehnte Reisen – oft zu Fuß – in die Provence und nach Italien. Nach dem Tode des Vaters 1811 übergab er die Verwaltung Muskaus bald seinem Freund, dem Dichter Leopold Schefer.
In den Befreiungskriegen trat Pückler nach der Völkerschlacht bei Leipzig 1813 als Major in die Kaiserlich Russische Armee ein. Als sich im November 1813 Herzog Karl-August von Sachsen-Weimar-Eisenach von Napoleon gelöst und das Kommando über das III. Deutsche Armeekorps in der alliierten Nordarmee übernommen hatte, wählte er Pückler zu seinem Generaladjutanten. Nach dessen Übertritt in die Sächsische Armee beförderte er ihn zum Oberstleutnant. Im folgenden Feldzug in den Niederlanden fungierte Pückler als Verbindungsoffizier zum russischen Zaren Alexander I. Ein bravouröser Erfolg, die Rettung von 120 umzingelten Reitern, brachte ihm kurzzeitig die Stelle des Militärgouverneurs im Département Dyle mit dem Sitz in Brügge ein.
Im Sommer 1814 schied er nach dem Ersten Pariser Frieden aus den Diensten des Herzogs von Sachsen-Weimar-Eisenach aus. Er bereiste zusammen mit Leopold Schefer das erste Mal England, wo er angesichts der dortigen Parks seine Berufung zum Gartenkünstler entdeckte. Nach dem Wiener Kongress 1815 fiel Pücklers Teil der Lausitz von Sachsen an Preußen. Nach Schätzungen von Historikern war Pückler einer der fünfzehn größten Landbesitzer in Preußen. Fürst Pückler stieg 1815 (oder am 9. Oktober 1816, in Berlin) mit einem Freiballon von Gottfried Reichard (1786–1844) auf.
Am 9. Oktober 1817 heiratete Pückler die neun Jahre ältere Lucie von Hardenberg (1776–1854), geschiedene von Pappenheim, Tochter des preußischen Staatskanzlers Karl August von Hardenberg. König Friedrich Wilhelm III. erhob Pückler und Lucie 1822 in den Fürstenstand, wobei die Freie Standesherrschaft Muskau nicht als Fürstentum anerkannt wurde, im Gegensatz zu den schlesischen Freien Standesherrschaften Oels, Trachenberg, Carolath und Pless. Er übernahm ihn 1824 in die preußische Armee, in der er ihm 1826 den Charakter eines Obersten verlieh.
Im Jahr 1826 schied sich Pückler pro forma von Lucie. Lucie von Pückler hatte ihrem Mann den ungewöhnlichen Vorschlag gemacht, die Ehe aufzulösen, damit er erneut auf die Suche nach einer vermögenden Frau gehen konnte. Im Februar 1826 wurde die Ehe geschieden. Als offizieller Grund wurde die Kinderlosigkeit des Paares angegeben. Kurz zuvor, im Januar 1826, hatte Pückler seiner Frau die Standesherrschaft Pückler-Muskau überschrieben, um seinen Besitz vor einer möglichen Pfändung zu retten.
Pückler begab sich im September 1826 tatsächlich auf Brautsuche nach England. Die Suche endete erfolglos, was mit Spott kommentiert wurde. Während des zweijährigen Aufenthalts in England bewunderte er den Lebensstil des englischen Landadels, den er als das beste Element in der englischen Gesellschaft betrachtete, und gewann wichtige Anregungen für die Parkgestaltung. Dennoch kritisierte er in den Briefen an seine Frau Lucie mit scharfen Worten die rücksichtslose Vertreibung der Landbevölkerung in Irland durch englische Adelige, die dort die Schafzucht intensivierten. Lucie hob alle Briefe auf und bereitete sie für eine Veröffentlichung vor. Nach Pücklers Rückkehr erschienen die Briefe in zwei Bänden. Seine Reiseberichte wurden ein literarischer und finanzieller Erfolg in Deutschland, dann auch in England und den USA.
Eine Reise nach Nordamerika scheiterte, als er wegen eines Duells sein Schiff verpasste. Stattdessen reiste er über Algier nach Ägypten, wo er vom Khediven Muhammad Ali Pascha als Staatsgast empfangen wurde und einen Palast mit Personal zugewiesen bekam. 1837 kaufte er auf dem Sklavenmarkt in Kairo die etwa 11-jährige Machbuba und nahm diese mit auf seine weitere Reise. Er reiste 1837 weiter in den Sudan, bis er 1838 südlich von Khartum entkräftet den Rückweg antrat. Er nahm Machbuba mit nach Europa, die ab dann als seine Mätresse in Muskau lebte. Das Mädchen verstarb am 27. Oktober 1840 in seinem Schloss und wurde in Muskau begraben. Ferner reiste er in den Nahen Osten – Zusammentreffen mit Lady Hester Stanhope –, nach Konstantinopel – er versuchte später erfolglos, dort preußischer Botschafter zu werden – und nach Griechenland.
Er vertrat liberale Positionen und stand den preußischen Reformern um den Freiherrn vom Stein nahe. So plädierte er für eine Selbstverwaltung auf kommunaler Ebene. Dies sowie sein erklärter Pantheismus und sein extravaganter Lebensstil machten ihn im reaktionären Preußen der Biedermeier-Ära suspekt. Pückler beteiligte sich jedoch, ganz der offiziellen deutschnationalen Linie folgend, aktiv an der Germanisierung seiner überwiegend sorbischen Untertanen und vernachlässigte die Volksbildung in seiner Herrschaft. Der preußischen Armee blieb er weiterhin verbunden. Bereits vom Dienst entbunden, war Pückler 1833 zum charakterisierten Generalmajor aufgestiegen, stand seit 1862 à la suite der Armee und wurde 1863 zum charakterisierten Generalleutnant ernannt. Als solcher gehörte er 1866 im Deutschen Krieg dem Hauptquartier König Wilhelms I. an. Eine Teilnahme am Deutsch-Französischen Krieg von 1870/71 blieb dem 85-Jährigen allerdings verwehrt.
Da er sich mit der Anlage seines Parks in Muskau finanziell übernommen hatte, verkaufte er 1845 die Standesherrschaft Muskau. Er zog auf sein Erbschloss Branitz bei Cottbus. Den Erlös aus dem Verkauf von Muskau verwendete er, um das Schloss Branitz (unter starkem Einfluss von Gottfried Semper) umbauen zu lassen und um erneut einen Landschaftsgarten nach englischem Vorbild, den heutigen Fürst-Pückler-Park, anzulegen.
Bis zu seinem Tod im Jahr 1871 widmete er sich der Schriftstellerei. Er war der erste deutsche Schriftsteller, der Papier für Durchschläge benutzte bzw. eine Weiterentwicklung der Watt’schen Presse, die sich im Bestand des Fürst-Pückler-Museums Park und Schloss Branitz befindet.
Da eine Einäscherung im 19. Jahrhundert in Preußen aus religiösen Gründen verboten war, verfügte Fürst Pückler, sein Herz in Schwefelsäure aufzulösen und den Körper in Ätznatron, Ätzkali und Ätzkalk zu betten. Am 9. Februar 1871 wurden die sterblichen Überreste des Fürsten in der Seepyramide – einem von ihm selbst stets nur als Tumulus bezeichneten Hügelgrab in Pyramidenform – im Branitzer Park beigesetzt. Da er kinderlos war, fielen Schloss und Park an den Majoratsnachfolger, seinen Vetter, den Reichsgrafen Heinrich von Pückler, Barvermögen und Inventar an seine Nichte Marie von Pachelbl-Gehag, geb. von Seydewitz. Den literarischen Nachlass erbte die Schriftstellerin Ludmilla Assing mit der Auflage, seine Biographie zu schreiben und den Briefwechsel und Tagebücher zu veröffentlichen.

### Landschaftskünstler
„Wie man Goethe den Altmeister der deutschen Dichter nennt, so ist der Fürst Pückler Muskau als Altmeister der deutschen Gartenkunst schon seit langen Jahren bei seinen Lebzeiten bezeichnet worden, und die Berechtigung zu diesem Titel wird wohl bei dem Einen so wenig als bei dem Andern in Zweifel gezogen werden können. Dass der Fürst Pückler nicht blos Gartenliebhaber und Dilettant, sondern wirklich Gärtner und Künstler selbst war, ist nicht nur Fachmännern, sondern auch in weiteren Kreisen längst bekannt, und es liegt auf der Hand, dass ein Mann von so glänzenden Geistesgaben und so hoher und in jeder Beziehung bevorzugter Lebensstellung, wie es der Fürst Pückler war, wenn er sein ganzes Leben der Ausübung eines Zweiges der bildenden Kunst widmete, nicht ohne bedeutenden Einfluss auf die Ausbildung desselben bleiben konnte. Welcher Art die Einwirkung gewesen, und ob der Fürst einen neuen, ihm eigenthümlichen Gartenstyl geschaffen, der seine Anlagen von denen seiner Vorgänger auf diesem Felde, sowohl der englischen, als der deutschen, unterscheidet — darüber ist viel gestritten worden, und es möchte auch schwierig sein, diese Frage ohne Weiteres zu beantworten. Allerdings ist das in Bezug auf Gartenanlagen schon vor ihm vorhandene Gute, das der Fürst, namentlich in England, gesehen, nicht ohne Einfluss auf seine spätere gärtnerische Thätigkeit gewesen. Der Fürst war Autodidakt im edelsten Sinne des Wortes; aus dem ihm angeborenen und bis zur höchsten Feinheit entwickelten Gefühle für das Schöne hat sich sein Gartenstyl entwickelt und in seinen Schöpfungen verkörpert.“

Er gilt in der Landschaftsarchitektur als Genius; seine Weiterentwicklung des „englischen Gartenstils“ in den Parks von Muskau und Branitz steht in einer Reihe mit dem Schaffen von Peter Joseph Lenné und Friedrich Ludwig von Sckell. Beide Parks und die seiner Schüler – insbesondere die Eduard Petzolds (1815–1891) – machten international Schule. Sie zählen noch immer zu den Highlights der Landschaftsgestaltung im Europa des 19. Jahrhunderts.

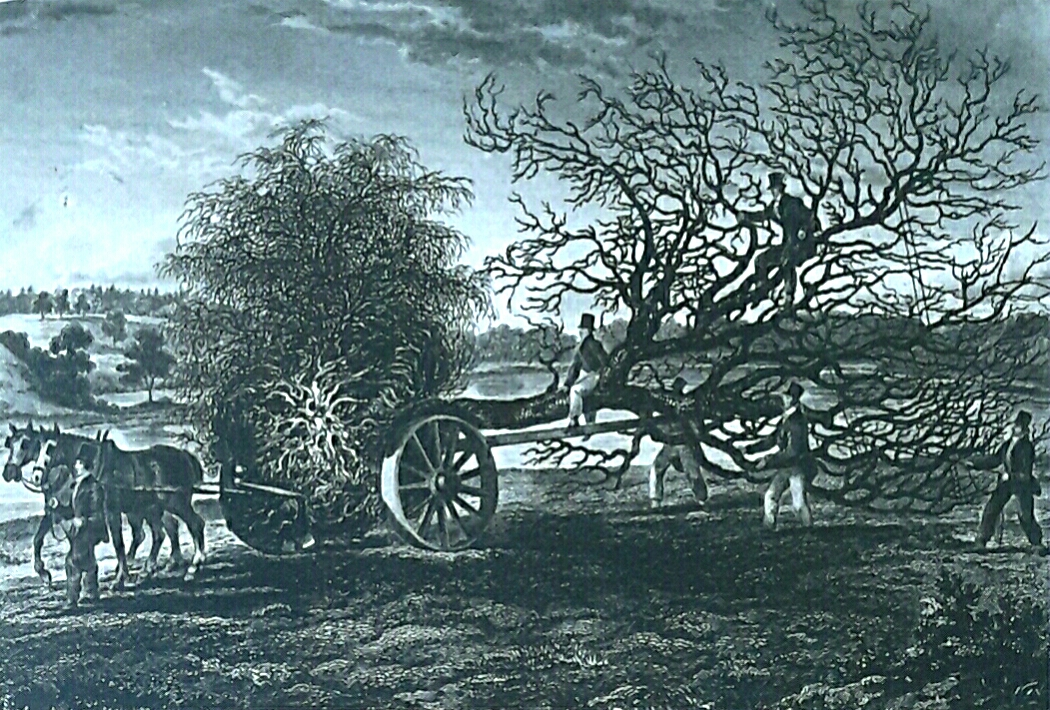
Maschine zum Verpflanzen großer Bäume (Henry Steuart: „The Planters Guide“, 1828)

Da der sandige Untergrund für den geplanten Bewuchs ungeeignet war, ließ Pückler für beide Parks riesige Mengen Mutterboden mit großem Aufwand aus weit entfernten Gegenden auf Ochsenkarren heranschaffen. Pückler gelang es erstmals, ausgewachsene Bäume erfolgreich zu verpflanzen. Er ließ sie mit möglichst ganzer Wurzel und unbeschnittener Baumkrone auf einem speziellen Fuhrwerk heranfahren und den Boden am vorgesehenen Standort „baumgerecht“ präparieren. Damit konnte er das von ihm verfolgte Konzept der Sichtachsen bei der Gestaltung seiner Landschaftsparks jeweils wie geplant verwirklichen.
Pückler, dem Besichtigung des englischen Landhauses und der Zutritt zu den Gartenanlagen in England zum Teil nur persönlich zugebilligt wurde, erlaubte jedermann den freien Zugang zu seinen Landschaftsgärten.

### Schriftsteller
Pückler war Erzähler, Berichterstatter und Briefschreiber. Sein literarischer Ruhm unter den Zeitgenossen gründet sich auf die anonym herausgegebenen Briefe eines Verstorbenen. Dabei handelte es sich ursprünglich um Briefe an seine Frau. Es war ihre Idee, die Briefe zu veröffentlichen. Sie wurden in kurzer Zeit in Deutschland, England und Frankreich zu Bestsellern.

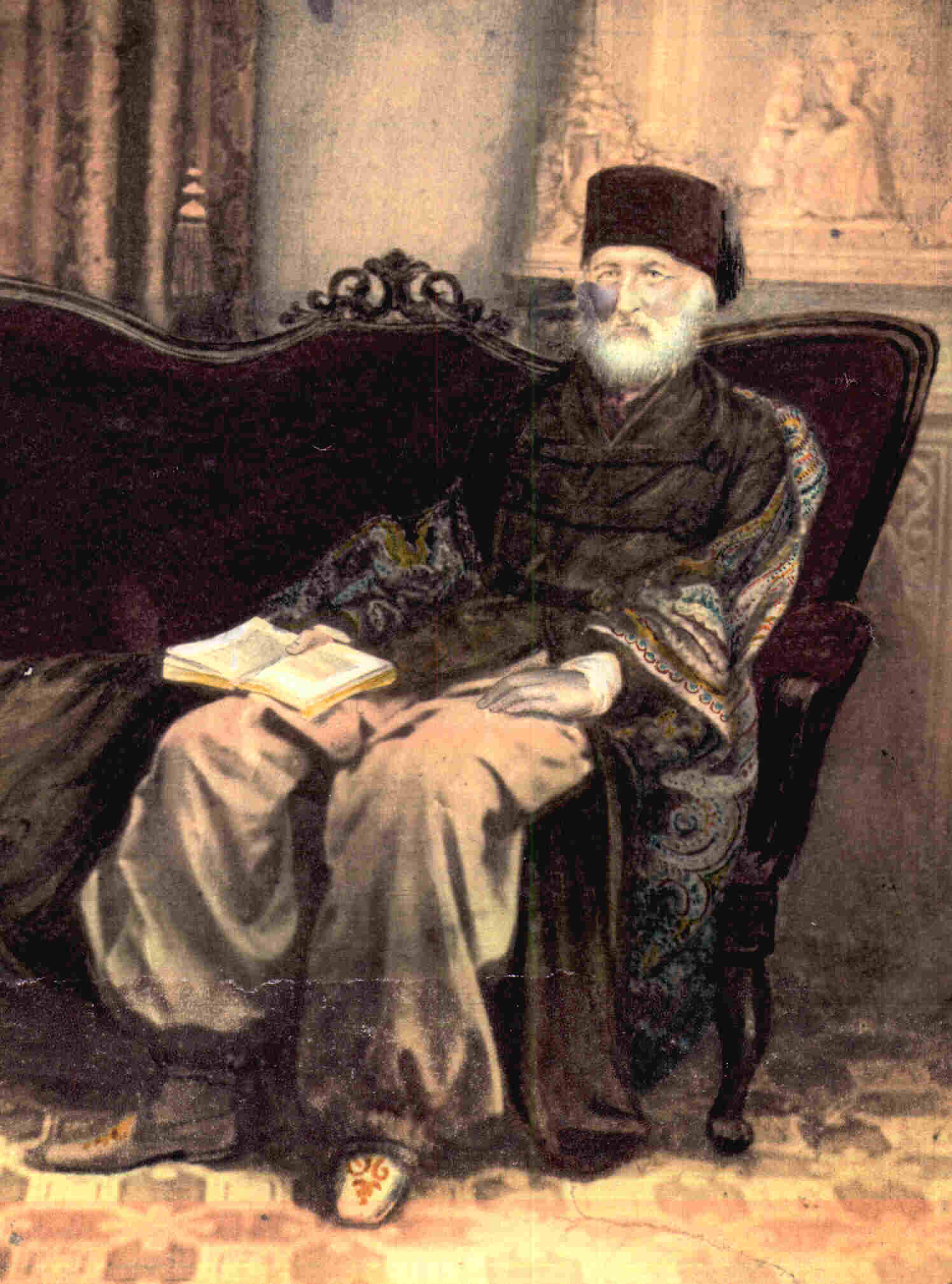
Der alte Fürst Pückler in orientalischer Tracht

Dazu verhalf ihnen ihre stilistische Qualität – scharfäugiger Zugriff auf sprechende Situationen, uneinschüchterbare Scharfzüngigkeit auch seinem eigenen Stand gegenüber, fehlende Prüderie, unangestrengte Ironie. Dadurch, dass er als Adeliger Zugang zu den führenden Häusern Europas hatte und seine Leser an diesen Erfahrungen teilhaben ließ, erhielt das in der Reaktionszeit vor 1848 geduckte Bürgertum Einblick in das vor ihm abgeschirmte Milieu des Adels. Als Dandy hob er sich von seinen Standesgenossen ab. Zudem hatte er einen ausgedehnten Freundes- und Bekanntenkreis unter Künstlern und Schriftstellern – zum Beispiel Karl Friedrich Schinkel, Leopold Schefer, Bettina von Arnim, Rahel, Karl August Varnhagen von Ense und Heinrich Heine. Er war mit zahlreichen Ländern vertraut und behauptete, mit osmanischen Vizekönigen und arabischen Emiren auf Augenhöhe mitzuhalten, wie er anzüglich und spöttisch schilderte.
Die Briefe von Lucie von Pückler-Muskau und Leopold Schefer waren vor der Drucklegung bei manchen Ungeschminktheiten redigiert worden, was ihm später seinen Briefen nach missfiel.
Pückler erstellte während seiner Reise „Erinnerungsbilder“, eine Art Tagebuch in vier ungedruckten Bänden, das aufschlussreiche Kommentare über englische Gärten und Landschaften, aber auch über die Kultur und Bevölkerung sowie einige vor Ort erworbene Kunstdrucke und Karikaturen enthält.

### Haltung zur Religion
Pücklers liberaler politischer Haltung entsprach eine solche zur Religion. Helmut Rippl, Pücklerforscher und selbst Landschaftsarchitekt, schrieb 2021: „Die Zusammenführung [der] monotheistischen Religionen gibt es in Cottbus schon lange. Sie erfolgte durch Fürst Pückler in seinem Branitzer Park mittels 4 Symbolen: Pyramiden, Davidssternen […], Mondsichel mit Stern, Kreuz […], Maria mit Jesuskind […].“ Damit erklärt er die lange gesuchte Bedeutung der Pyramiden als Symbol eines von Echnaton vertretenen ägyptischen Monotheismus, neben den anderen Symbolen für die drei monotheistischen Religionen der Juden, Christen und Muslime. Helmut Rippl sieht demzufolge in den genannten Symbolen offensichtlich mehr als bloße Reiseerinnerungen Pücklers.

### Gesellschafter am preußischen Hof

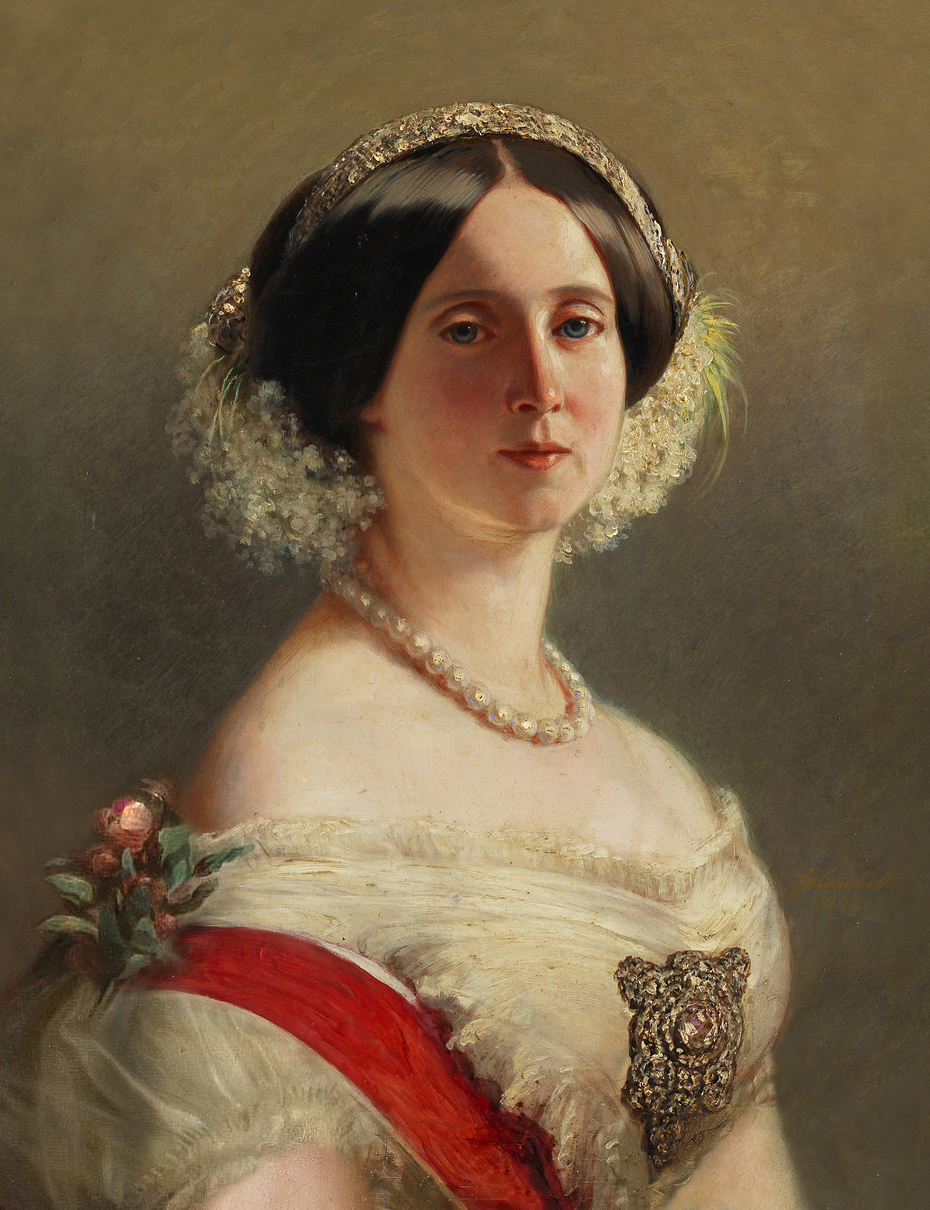
Die spätere preußische Königin Augusta, eine Förderin und Vertraute Pücklers, Porträt von Franz Xaver Winterhalter, 1853

Pückler pflegte enge Beziehungen zu König Wilhelm I. und seiner Frau Augusta. Er war ein gern gesehener Gast und Gesellschafter bei dem späteren deutschen Kaiserpaar, begleitete sie oft nach Baden-Baden zur Kur, tauschte mit ihnen Geschenke aus und gratulierte ihnen brieflich zu Geburtstagen. Pücklers Nähe zum preußischen Hof hatte vor allem Prestigegründe, denn der preußische König Friedrich Wilhelm III. hatte ihn 1822 in den Fürstenstand erhoben. Trotz seiner hochadligen Stellung wandelte die Krone seine Standesherrschaft jedoch nicht in ein Fürstentum um. Aus diesem Grund warb Pückler um die Gunst des preußischen Königshofes. In Prinz Wilhelm und seiner Frau Augusta fand er Unterstützer und übernahm 1843 die landschaftsgärtnerische Leitung von Park Babelsberg. Königin Augusta kannte Pückler bereits seit 1826 vom Weimarer Hof, ihrem elterlichen Herkunftsort. Sie schätzte besonders die Konversation mit Pückler, der ihrer Meinung nach mit seiner redegewandten und intellektuellen Art aus dem preußischen Hof herausstach. Mit ihm tauschte sie sich unter anderem über den Weimarer Hof, England, Paris und ihre Gesundheit aus. Teile der brieflichen Korrespondenz zwischen Pückler und Augusta sind erhalten. Sie stammen überwiegend aus den Jahren zwischen 1850 und 1866 und wurden sowohl in Deutsch als auch in Französisch geschrieben. Pückler unterrichtete die Königin beispielsweise auch über Gespräche mit dem französischen Kaiser Napoleon III. Dennoch fungierte er, anders als der frühere badische Minister Franz von Roggenbach, nie als ein politischer Berater der Königin. Er informierte Augusta nur über die damals vorherrschende französische Meinung bezüglich Preußens politischer Rolle. Zu Augustas Missfallen bewunderte Pückler ihren politischen Gegner, den preußischen Ministerpräsidenten und deutschen Reichskanzler Otto von Bismarck.

## Fortwirkung

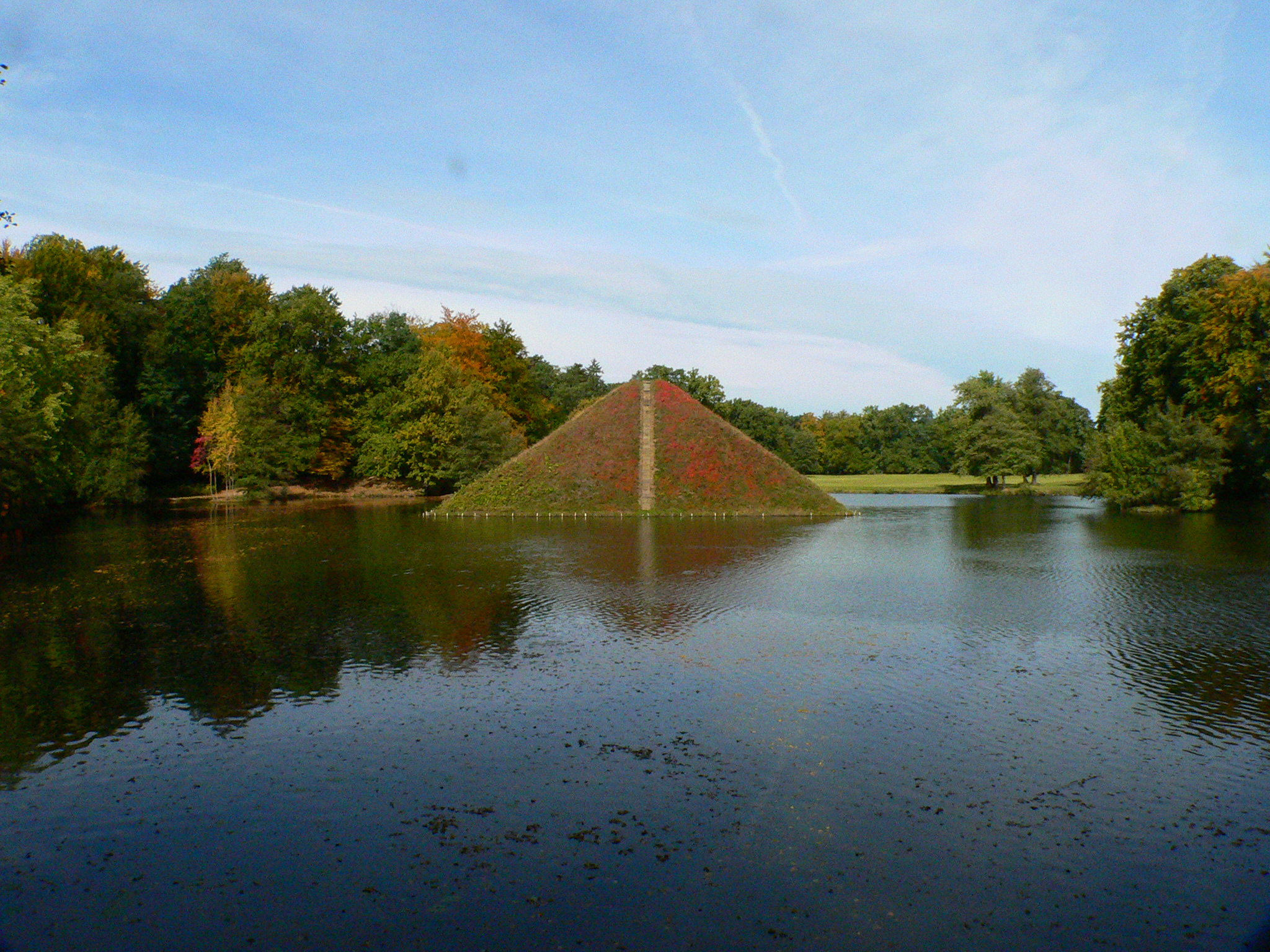
Begräbnisstätte Fürst Pücklers im Branitzer Park

Der Fortwirkung Hermann Pücklers (des „grünen Fürsten“) half es, dass er selbst als facettenreiche Erscheinung stark auf öffentliches Echo bedacht war, was nicht zuletzt den Anekdotenreichtum um ihn prägte. Von den Gegnern des Jungen Deutschlands wurde er als Luftikus, Frauenheld oder Abenteurer beschrieben. Seine Nachwirkung litt darunter, dass sowohl im Bereich der Landschaftsgärtnerei als auch im Bereich der Literatur- und Lokalgeschichtsschreibung und der Biographik ganz unterschiedliche Forschergruppierungen mit Erfolg, aber ohne institutionelle Vernetzung über Pückler arbeiteten: Landschaftsarchitekten und Gartenbauer, Literaturhistoriker, Kulturhistoriker, Heimatforscher. Versuche, sie zusammenzuführen und weitere Fachdisziplinen einzubeziehen, sind erst jüngsten Datums.

## Verschiedenes
- Heinrich Heine betitelte 1854 das Vorwort zum zweiten Band seines Werkes Vermischte Schriften – Lutezia: „Zueignungsbrief an Seine Durchlaucht den Fürsten Pückler Muskau“

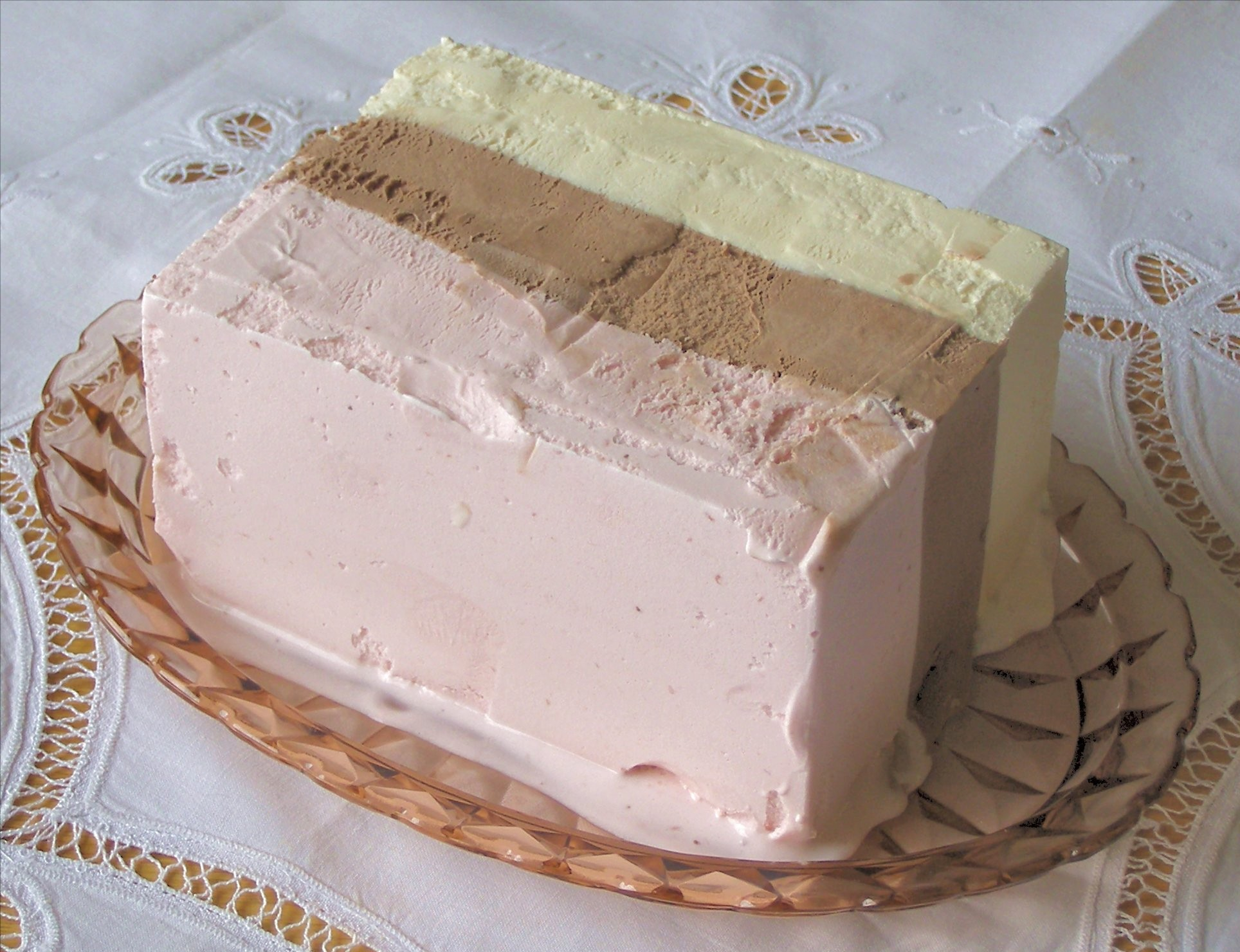
Fürst-Pückler-Eis

- Nach Pückler-Muskau sind das Fürst-Pückler-Eis und der Asteroid (39571) Pückler benannt.[21]
- Obgleich der zu diesem Zeitpunkt 80-jährige Hermann von Pückler-Muskau die Schlacht bei Königgrätz verschlief, wurde er für seine Teilnahme ausgezeichnet.
- Im nördlichen Brünner Vorort Königfeld war Fürst Pückler mit Gefolge mehrmals zu Gast. Der Auftritt eines weltreisenden Erfolgsautors machte großen Eindruck. Das Gasthaus auf der Straße von Brünn nach Prag wurde danach Zum Semilasso genannt. Es steht im Brünner Viertel am gleichen Ort wie das 2009 neugebaute Kulturzentrum Semilasso.[22]
- Als Fürst-Pückler-Region haben sich Kommunen und öffentliche Institutionen in den Bundesländern Sachsen und Brandenburg in der Grenzregion zu Polen zusammengeschlossen. Die kommunale Kooperation soll der gemeinsamen Öffentlichkeitsarbeit und Förderung des Kulturtourismus dienen.
- Von 1930 bis 1945 bestand in Muskau die Fürst-Pückler-Gesellschaft, sie wurde 1979 in Berlin erneut gegründet.

## Werke

### Landschaftsparks
Mit dem Wirken von Hermann von Pückler-Muskau sind folgende Landschaftsparks in Deutschland verbunden:
- Fürst-Pückler-Park Bad Muskau, zum kleineren Teil auf deutschem, zum größeren auf polnischem Staatsgebiet
- Fürst-Pückler-Park Branitz, Cottbus
- Pücklerschlag, Ausweitung der Schlossallee im Park Ettersberg bei Weimar, 1946 durch Parzellierung untergegangen[23]
- Altenstein, Herzoglich Sachsen-Meiningische Sommerresidenz
- Park Babelsberg und die Terrassen des dortigen Schlosses in Potsdam (Lenné hatte den Park begonnen)
- Park von Schloss Wilhelmsthal bei Eisenach, zusammen mit Hermann Jäger
- Park von Schloss Sagan in Schlesien (jetzt Polen) für Dorothea von Talleyrand-Périgord

Zahlreiche Parks seines Schülers Eduard Petzold lassen Pücklers gartenkünstlerische Stileinflüsse erkennen.

### Briefe
- 17 Briefe Pückler-Muskau an Ida Gräfin Hahn-Hahn. 10. September 1844 bis 31. März 1845[24]
- 12 Briefe Ida Gräfin Hahn-Hahn an Pückler-Muskau. 21. September 1844 bis 24. März 1845[24]

### Schriften

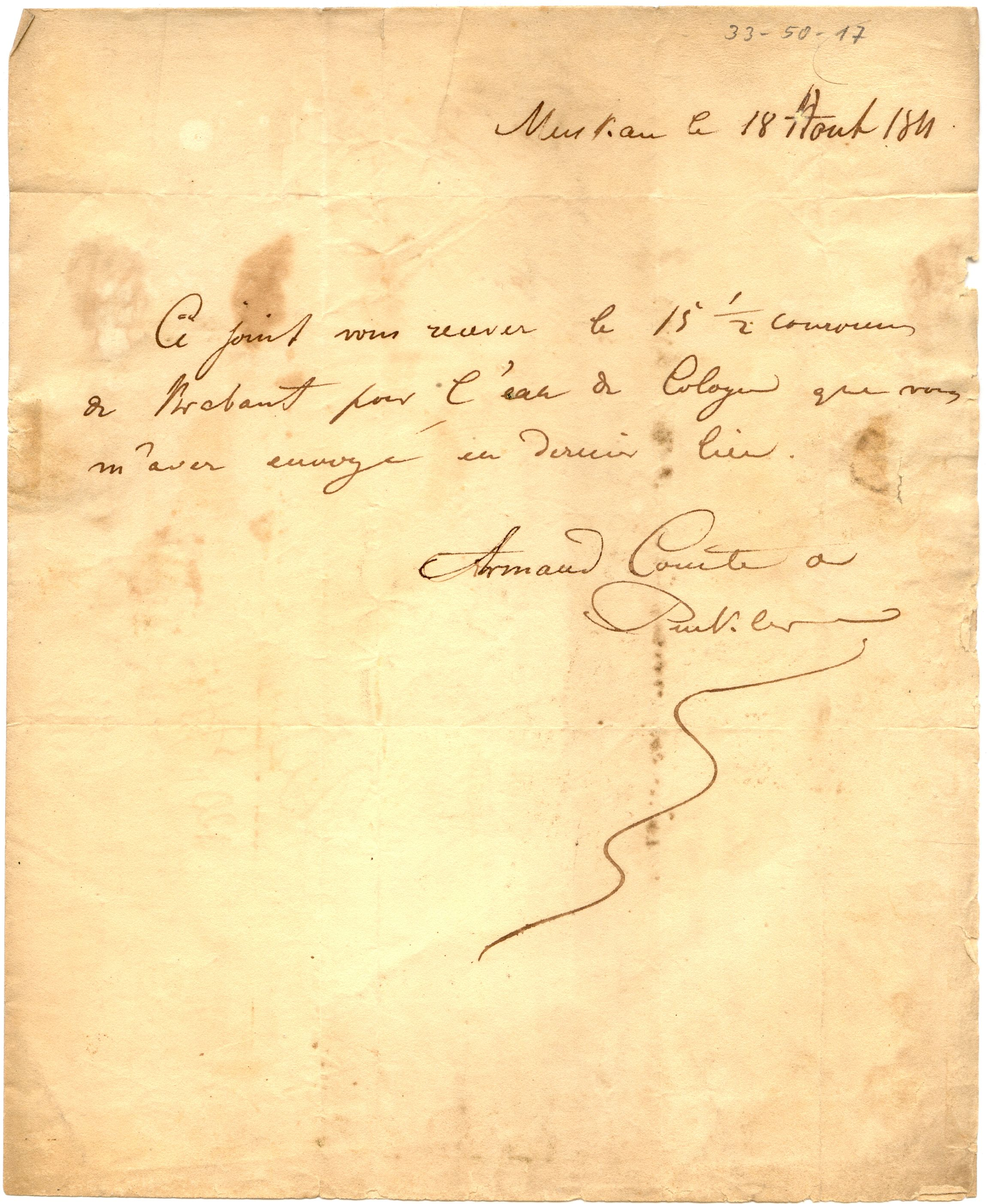
Brief des (damals noch) Grafen Hermann aus dem Jahr 1811

- Briefe eines Verstorbenen. 4 Bde. Franckh und Hallberger, München/Stuttgart 1830–1831.
  - Erster Theil. F. G. Franckh, München 1830 Digitalisat und Volltext im Deutschen Textarchiv.
  - Zweiter Theil. F. G. Franckh, München 1830 Digitalisat und Volltext im Deutschen Textarchiv.
  - Dritter Theil. Hallberger’sche Verlagshandlung, Stuttgart 1831 Digitalisat und Volltext im Deutschen Textarchiv.
  - Vierter Theil. Hallberger’sche Verlagshandlung, Stuttgart 1831 Digitalisat und Volltext im Deutschen Textarchiv.

(Die Bände 1 und 2 sind in der inneren chronologischen Abfolge eigentlich die Bände 3 und 4, entsprechend die Bände 3 und 4 die beiden ersten. Diese Ausgabe wurde noch zweimal aufgelegt, diesmal nur bei Hallberger; mit Schilderung des englischen Parks von Warwick, die Edgar Allan Poes Park von Arnheim stark beeinflusste.)
- Andeutungen über Landschaftsgärtnerei[,] verbunden mit der Beschreibung ihrer praktischen Anwendung in Muskau. J. B. Hirschfeld, Leipzig 1834. (Einziges Werk, das unter seinem Namen erschien) Nachdruck, hrsg. von Günter J. Vaupel, Frankfurt am Main / Leipzig 1988, Europäischer Hochschulverlag, Bremen, ISBN 978-3-86267-026-0.
- Tutti Frutti. 5 Bde. Hallberger, Stuttgart 1834.
- Jugend-Wanderungen. Hallberger, Stuttgart 1835; Neuauflage: Europäischer Hochschulverlag, Bremen, ISBN 978-3-86741-203-2.
- Semilassos vorletzter Weltgang. In Europa. 3 Bde. Hallberger, Stuttgart 1835; Neuauflage (in einem Band): Verlag der Pioniere, Berlin, ISBN 978-3-941924-06-2.
- In Afrika. 5 Bde., Hallberger, Stuttgart 1836; Neuauflage (in einem Band): Verlag der Pioniere, Berlin, ISBN 978-3-941924-03-1.
- Der Vorläufer. Hallberger, Stuttgart 1838; Neuauflage: Europäischer Hochschulverlag, Bremen, ISBN 978-3-86741-187-5.
- Südöstlicher Bildersaal. (Reisebericht aus Griechenland). 3 Bde.: Der Vergnügling und Griechische Leiden I und II), Hallberger, Stuttgart 1840/1841), Neuauflage: Griechische Leiden I und II. herausgegeben und mit einem Nachwort versehen von Klaus Günther Just. Deutscher Bücherbund, Stuttgart / Hamburg 1969.
- Aus Mehemed Ali’s Reich. 3 Bde. Hallberger, Stuttgart 1844.
  - Erster Theil, Unter-Aegypten. 1844 Digitalisat.
  - Zweiter Theil, Ober-Aegypten. 1844 Digitalisat.
  - Dritter Theil, Nubien und Sudan. 1844 Digitalisat.
- Aus Mehemed Alis Reich. 3 Bde. Hallberger, Stuttgart 1844; ND in 1 Band mit Kommentar und Anmerkungen. Manesse Zürich 1985.
- Die Rückkehr, 3 Bde. Duncker, Berlin 1846–1848. (Reprint: Olms, Hildesheim 2011. Mit einer Einleitung herausgegeben von Sebastian Böhmer; Neuauflage (in einem Band): Verlag der Pioniere, Berlin 2020, ISBN 978-3-941924-08-6)
- Briefwechsel und Tagebücher des Fürsten Hermann von Pückler-Muskau. 9 Bde. Hrsg. aus dem Nachlass von Ludmilla Assing. Wedekind und Schwieger, Berlin 1873–1876; Reprints: Europäischer Hochschulverlag, Bremen, Band 1: ISBN 978-3-86741-551-4.
- Liebesbriefe eines alten Kavaliers. Briefwechsel des Fürsten Pückler mit Ada von Treskow. Hrsg. von Werner Deetjen. Alfred Metzner, Berlin 1938.
- Briefe aus der Schweiz. Hrsg. und kommentiert von Charles Linsmayer. Sanssouci, Zürich 1981, ISBN 3-7254-0340-6.
- Bettine von Arnim/Hermann von Pückler-Muskau: „Die Leidenschaft ist der Schlüssel zur Welt.“ Briefwechsel 1832–1844. [vollständig] hrsg. und kommentiert von Enid Gajek und Bernhard Gajek. Cotta, Stuttgart 2001, ISBN 3-7681-9809-X.
- „entre chien et loup.“ Briefe und Biographie 1785–1808. Bearb. u. hrsg. von Günter J. Vaupel. Thelem, Dresden 2005, ISBN 3-937672-47-8.
  - dto. 1808–1815. 2008, ISBN 978-3-937672-94-6.

## Ausstellungen (Auswahl)
- 2016: Parkomanie. Die Gartenlandschaften des Fürsten Pückler in Muskau, Babelsberg und Branitz. Bundeskunsthalle, Bonn, 13. Mai bis 18. September 2016.[26]
- 2017: Pückler. Babelsberg. Der grüne Fürst und die Kaiserin. Schloss Babelsberg, Potsdam.[27]

## Filme
- Die Pracht von Babelsberg. Pücklers Paradies an der Havel. Dokumentarfilm, Deutschland, 2017, 44:20 Min., Buch und Regie: Grit Lederer, Produktion: rbb, Erstsendung: 30. Mai 2017 bei rbb Fernsehen, Inhaltsangabe der ARD.
- Fürst Pückler. Playboy, Pascha, Visionär. Dokumentarfilm und Doku-Drama, Deutschland, 2014, 52:40 Min., Buch und Regie: Eike Schmitz und Philipp Grieß, Produktion: Atlantis-Film, ZDF, arte, Erstsendung: 1. März 2015 bei arte, Inhaltsangabe der ARD.
- Hermann von Pückler-Muskau. Der grüne Fürst. Dokumentarfilm, Deutschland, 2012, 29:20 Min., Buch und Regie: André Meier, Kamera: André Böhm, Produktion: MDR, Reihe: Lebensläufe, Erstsendung: 16. Mai 2013 bei MDR, Inhaltsangabe bei fernsehserien.de.